# Hyostomodes
Hyostomodes is een geslacht van vlinders van de familie spanners (Geometridae), uit de onderfamilie Ennominae.

## Soorten
- H. ate Prout, 1926
- H. calvifrons Prout, 1916
- H. costicommata Prout, 1922
- H. extrusilinea Prout, 1925
- H. featheri Prout, 1922
- H. frontosa Wiltshire, 1986
- H. ignava Prout, 1928
- H. monopepla Prout, 1934
- H. nubilata Warren, 1897
- H. zelota Prout, 1922